# Chaoyangsi (köpinghuvudort i Kina, Hubei Sheng, lat 29,59, long 108,91)
Chaoyangsi (kinesiska: 朝阳寺, 朝阳寺镇) är en köpinghuvudort i Kina. Den ligger i provinsen Hubei, i den centrala delen av landet, omkring 530 kilometer väster om provinshuvudstaden Wuhan. Antalet invånare är 10 701. Befolkningen består av 5 270 kvinnor och 5 431 män. Barn under 15 år utgör 23,0 %, vuxna 15-64 år 65 %, och äldre över 65 år 10,0 %.
Runt Chaoyangsi är det ganska tätbefolkat, med 149 invånare per kvadratkilometer. Närmaste större samhälle är Jiamachi, 11,3 km sydost om Chaoyangsi. I omgivningarna runt Chaoyangsi växer i huvudsak blandskog.
Genomsnittlig årsnederbörd är 1 590 millimeter. Den regnigaste månaden är maj, med i genomsnitt 292 mm nederbörd, och den torraste är december, med 19 mm nederbörd.